# Daniel Beauvois
Pour les articles homonymes, voir Beauvois.
 (février 2022).
Daniel Beauvois, né le 9 mai 1938 à Annezin-lès-Béthune, est un historien français spécialiste de la Russie, de l'Ukraine et de la Pologne. Il est professeur émérite des universités Nancy II, Lille III et Paris I.
Daniel Beauvois obtint l'agrégation de russe en 1965 puis une licence de polonais en 1966. En 1977 il soutint sa thèse sous le titre Lumières et société en Europe de l'Est : l'université de Vilna et les écoles polonaises de l'empire russe (1803-1832) à l'université Paris-1 Panthéon-Sorbonne et devint docteur d’État ès-lettres avec mention « très honorable ». Il fut directeur du Centre de civilisation française de l'université de Varsovie et du Centre d'étude de la culture polonaise de Lille III.
Daniel Beauvois est membre étranger de l'Académie polonaise des sciences, de l'Académie nationale des sciences d'Ukraine et il appartient à plusieurs sociétés savantes : la Société française d'études du XVIIIe siècle, la Société d'histoire moderne et contemporaine, la Société historique et littéraire polonaise de Paris. Il a fondé la Société française des professeurs de polonais. De 1992 à 2000 président de l'(Association française des études ukrainiennes (AFEU). De 1979 à 2020, il a donné des conférences à l'étranger : Pologne, États-Unis, Russie, Ukraine, Belgique, Allemagne, Bulgarie, Angleterre et Italie.

## Parcours
- 1956-1957 : École normale d'instituteurs d'Arras.
- 1957-1958 : Instituteur à Carvin, Pas-de-Calais
- 1958-1959 : Surveillant d'internat au lycée d'Hénin-Liétard
- 1959-1964 : Étudiant en russe à l'Institut de préparation à l'enseignement secondaire (IPES) de Lille
- 1964-1968 : professeur de russe au lycée Louis-Pasteur de Lille
- 1967-1968 : Chargé de cours de civilisations polonaise et russe à l'université de Lille.
- 1969-1972 : Directeur du Centre de civilisation française de l'université de Varsovie.
- 1973-1976 : Attaché de recherche au CNRS, Paris, section histoire moderne et contemporaine.
- 1978-1979 : Maître de conférences à l'université Nancy II.
- 1979-1994 : Professeur à l'université Charles de Gaulle Lille III et directeur du Centre d'étude de la culture polonaise.
- 1979-1980 : Membre du jury de l'agrégation de polonais.
- 1980-1984 et 1989-1990 : Président du jury de l'agrégation de polonais.
- 1983-1990 : Chargé d'une mission d'Inspection générale auprès du ministère de l'Éducation nationale pour la langue polonaise en France.
- 1986-1988 : Directeur des Presses universitaires de Lille.
- 1991 : Expert auprès du Comité national d'évaluation, expertise du département Europe de l'Est de l’Institut national des langues et civilisations orientales.
- 1994 : Professeur à l'université Panthéon-Sorbonne, directeur du Centre d'histoire des Slaves.
- 1998 : Expert auprès de la Mission scientifique du ministère de l'Éducation nationale et de la recherche.

## Publications

### Ouvrages
- Lumières et société en Europe de l'Est : l'université de Vilna et les écoles polonaises de l'Empire russe, diffusion Honoré Champion, 2 vol., Paris, 1977.
- Jean Potocki, Voyages en Turquie, au Maroc, au Caucase et en Chine, Fayard, 2 vol., Paris, 1980.
- Pologne : l'insurrection de 1830-1831 et sa réception en Europe, Presses universitaires de Lille, 1982. Ouvrage collectif. Actes du colloque organisé par D. Beauvois en 1981 à l'Université de Lille III).
- Stanisława Przybyszewska, L'Affaire Danton, L'Âge d'Homme, Paris, 1983.Traduction.
- Le noble, le serf et le revizor, éditions des Archives contemporaines, Paris, 1985.
- (pl) Polacy na Ukrainie 1831-1863, Institut Littéraire, Kultura, Paris, 1987.
- Poètes de l'Apocalypse. Recueil de poésies polonaises et hébraïques, Septentrion, Lille, 1995.
- Les confins de l'ancienne Pologne, Septentrion, Lille, 1995.
- Coécrit avec Jerzy Kłoczowski et Yves-Marie Hilaire, Regards sur l'indomptable Europe du Centre-Est du XVIIIe siècle à nos jours, Revue du Nord, Paris, 1996.
- Histoire de la Pologne, Hatier, Paris, 1996.
- La bataille de la terre en Ukraine, Septentrion, Lille, 1998.
- Pouvoir russe et noblesse polonaise en Ukraine 1793-1830, Éditions du CNRS, Paris, 2003.
- La Pologne : histoire, société, culture, Éditions de La Martinière, Paris, 2004. Réédité en 2005.
- Coécrit avec Sophie Barthélemy, Ewa Manikowska et Agnieszka Morawińska, Semper Polonia, Somogy, Paris, 2004.
- Coécrit avec Jerzy Kłoczowski et Natalia Aleksiun, Histoire de l'Europe du Centre-Est, PUF, Paris, 2004.
- Henryk Sienkiewicz, Quo Vadis ?, Flammarion, Paris, 2005[1].
- Coécrit avec François Bafoil, Dieter Bingen (d) et Bruno Drweski (d), La Pologne, Fayard, Paris, 2007.
- La Pologne : des origines à nos jours, Le Seuil, Paris, 2010.
- (pl) Wilno, polska stolica kulturalna zaboru rosyjskiego 1803-1832 (Vilna, capitale culturelle polonaise des territoires annexés par la Russie 1801-1832), Wrocław, 2010, et Cracovie (PAU), 2012.
- (pl) Trójkąt ukraiński: szlachta, carat i lud na Wolyniu, Podolu i Kijowszczyźnie 1793-1914 (Le Triangle ukrainien :   La noblesse, la Russie tsariste et peuple ukrainien en Volhynie, en Podolie et dans la région de Kiev 1793-1914), Lublin, UMCS, 2005, 2011, 2016, 2018, 2021, 2022, 20
- (ru) Гордиев узел Российской Империи, власть, шляхта и народ на правобережной Украине 1793 1914 (Le nœud gordien de l'Empire russe, le pouvoir, la noblesse polonaise et le peuple ukrainien), Moscou, NLO, 2011.
- Mes pierres de lune. Essai d'autobiographie professionnelle, dans Organon, no 46 (numéro spécial), Varsovie, 2014.
  - (pl) Autobiografia i teksty wybrane, Aspra-JR, Varsovie, 2017.
- (pl) Jak się ma pojęcie kresów do Ukrainy? Gdynia, Kancelaria adwokacka Tomasz Kopoczynski, 2017.
- (uk) Трикутник Правобережжя: Царат, шляхта і народ. 1793-1914 рр. (Le Triangle de la Rive droite : La Russie tsariste, la noblesse et peuple. 1793-1914), Kiev, Klio, 2020, 2023.
- La Pologne des origines à nos jours, éd. Points Histoire, Paris, 2022.

### Articles
- Daniel Beauvois est l'auteur de 172 articles dans des revues universitaires ou spécialisées, françaises ou internationales, en français ou en diverses langues. Liste complète publiée dans Mes pierres de lune : essai d'autobiographie professionnelle, Varsovie, 2014 et dans la traduction en polonais Autobiografia i teksty wybrane, Varsovie, 2017.

## Distinctions

### Décorations
- Chevalier de l'ordre des Palmes académiques
- Médaille de la Commission de l'éducation nationale polonaise

### Récompenses
- Prix spécial du journal Wiadomości de Londres, 1988
- Membre honoraire de la Société littéraire Adam Mickiewicz de Varsovie, élu en février 1989
- Lauréat de la Fondation Jean-Paul II, Rome, 1990
- Membre élu du bureau de la Société française des études ukrainiennes, 1991
- Membre étranger de l'Académie des sciences de Pologne (PAN), élu en juin 1991
- Docteur honoris causa de l'université de Wrocław, novembre 1993
- Prix de la revue Przegląd Wschodni [la Revue de l’Est], Varsovie, 1994
- Président de la Société française des études ukrainiennes, 1995-2000
- Membre étranger de l'Académie polonaise des arts et sciences (Cracovie), 1997
- Officier de l'ordre du Mérite de la République de Pologne, 1998
- Membre de l'Académie slave internationale de Kiev, Ukraine, juin 1998
- Docteur honoris causa de l'université de Varsovie, novembre 1999
- Membre étranger de l'Académie des sciences d'Ukraine, Kiev, avril 2000
- Docteur honoris causa de l'université Jagellonne de Cracovie, septembre 2000[2]
- Prix Jerzy-Giedroyć pour le livre Trójkąt ukraiński, Lublin, octobre 2006
- Prix de l’hebdomadaire Polityka pour le livre Trójkąt ukraiński, Varsovie janvier 2007
- Médaille de la Reconnaissance de Solidarnosc, Gdansk, août 2014
- Docteur honoris causa des universités de Kiev et d'Ivano-Frankivsk, mai 2022 (cérémonies annulées à la suite de l'invasion russe, puis diplômes remis à Paris en octobre et avril 2024)